# Tony Rinaudo
 (février 2023).
Si vous disposez d'ouvrages ou d'articles de référence ou si vous connaissez des sites web de qualité traitant du thème abordé ici, merci de compléter l'article en donnant les références utiles à sa vérifiabilité et en les liant à la section « Notes et références ».
Tony Rinaudo est un agronome australien, promoteur de la régénération naturelle assistée.
Installé au Niger dans les années 1980 avec son épouse Lise Fearon, il cherche en vain pendant plusieurs années à lutter contre la déforestation au Sahel, qui entraîne un appauvrissement des sols, suivi d'une baisse des rendements et crée des famines. Il cherche en vain à planter ou faire planter par les paysans locaux des arbres, puis il se rend compte que de nombreux endroits désertiques ont d'anciennes forêts où les arbres sont encore vivants, sous forme de racines ou de souches ressemblant à de petits buissons. Il suffit de laisser repousser ses arbres en les protégeant contre le dessouchage et le surpâturage et en sélectionnant certaines branches pour voir repousser très rapidement un arbre, ce qui rend le sol plus fertile et propice à l'agroforesterie. Cette technique permet de reboiser au fil des années des millions d'hectares pour un coût très faible.
Il reçoit en 2018 le Right Livelihood Award, dit « prix Nobel alternatif ». En 2022, sa vie est l'objet d'un documentaire réalisé par le cinéaste allemand Volker Schlöndorff, L'homme qui ressuscite les arbres.

### Publications

#### Livres
- The Forest Underground: Hope for a Planet in Crisis (2022) - ISCAST  (ISBN 0645067113),  (ISBN 978-0645067118)
- Unsere Bäume der Hoffnung (2021) -  Rüffer & Rub Sachbuchverlag  (ISBN 978-3-906304-66-3) Volker Schlöndorff (Préface), Tony Rinaudo (Auteur), Dennis Garrity (Auteur), Corinna von Ludwiger (Traduction)

### Articles
- Rinaudo, T (1992), The use of Australian Acacias in the Maradi Integrated Development Project, in House, APN and Harwood, CE (Editors), Australian Dry Zone Acacias for Human Food, p. 82–92. Canberra, Australian Tree Seed Centre, CSIRO Division of Forestry. 145 pp.
- Rinaudo, T., Burt. M and Harwood, C. (1995). Growth and seed production of Australian Acacia species at Maradi, Niger. ACIAR For. Newsl. 19:1-2.
- Rinaudo, T.  (2001).  Utilizing  the  underground  forest.  Farmer  Managed  Natural Regeneration of trees. p. 325–336. In: D. Pasternak and A. Schlissel (eds.), Combating Desertification with Plants.  Kluwer Academic/Plenum Publishers, New York.
- Rinaudo, T, Patel, T. and Thompson, L.A.J. (2002), Potential of Australian Acacias in combating hunger in semi-arid lands, Conservation Science W. Aust. 4 (3) : 161–169
- Rinaudo, T  and  Cunningham, P.J. (2008). Australian  acacias  as  multi-purpose  agro-forestry species for semi-arid regions of Africa. Muelleria 26(1): 79-85.
- Cunningham, P., Nicholson, C., Yaou, S., Rinaudo, Tony, Harwood, Christopher (2008) Utilization of Australian acacias for improving food security and environmental sustainability in the Sahel, West Africa, https://www.researchgate.net/publication/255457447
- Griffin, A.R., Midgley, S.J., Bush, D., Cunningham, P.J., Rinaudo, A.T. (2011), Global uses of Australian acacias – recent trends and future prospects, Diversity  and Distributions, (Diversity Distrib.) 17, 837–847
- Tougiani A, Guero C, Rinaudo T (2009), Community mobilisation for improved livelihoods through tree crop management in Niger. GeoJournal 74:377-389

### Film
- The forest maker de Volker Schlöndorff, 2022.